# Newton Morrell
Newton Morrell est un village et une paroisse civile du Yorkshire du Nord, en Angleterre.